# Ferdinando Masi
Ferdinando Masi De Vargas Macciucca soprannominato CountFerdi oppure "Bombodrummer" (Milano, 9 giugno 1964) è un batterista italiano, proveniente dal country-punk-and-roll degli Shockin'tv, ex membro e fondatore dei Casino Royale, cofondatore e membro dei Giuliano Palma & the Bluebeaters. Uno dei maggiori rappresentanti del One Drop, il classico beat Ska/Reggae giamaicano in Italia. Ha collaborato con tanti artisti tra cui Africa Unite, Dj Gruff, Soulful Orchestra, The Sabaudians, Olly Riva & The SoulRockets!!!, Manupuma, Entics..
Attualmente è il batterista di The Bluebeaters, The Uppertones, Manupuma, The Sabaudians, Peter Sellers & The Hollywood Party, Mr Tbone, Soulful Orchestra.

## Discografia

### Album con Shockin'Tv
- 1983 - Milano '83 (45 rpm, Autoprodotto)
- 1986 - Fuori dal branco (45 rpm, Autoprodotto)
- 2007 - Country's Not Dead (CD, Autoprodotto)

### Album con Casino Royale
- 1988 - Soul of Ska (Vox Pop)
- 1990 - Jungle Jubilee (Kono Records)
- 1990 - Ten Golden Guns (Unicorn)
- 1993 - Dainamaita (Black Out)
- 1995 - Sempre più vicini (Black Out)
- 1996 - 1996: Adesso! (live - Black Out)
- 1997 - CRX (Black Out)
- 2002 - Best Casino Royale (Raccolta Universal)
- 2006 - Reale (Universal)
- 2007 - Not In The Face/Reale Dub Version (Universal)
- 2020 - CR-X Live At Vox Club/1997 (Aldebaran)

### Album con Giuliano Palma & The Bluebeaters
- 1999 - The Album
- 2001 - The Wonderful Live
- 2005 - Long Playing
- 2007 - Boogaloo
- 2009 - Combo

### Con Mr Tbone All Stars
- Mr Tbone Sees America (2003)
- Mr Tbone & Friends (2010)

### Con Peter Seller & The Hollywood Party
- 2013 - In The City (12", autoprodotto)

### Con Olly Riva & The SoulRockets!!!
- 2013 - Rock'n'Soul (45 rpm, RocketMan/Ammonia)

### Con Manupuma
- 2014 - Manupuma (CD, Universal)

### Con The Bluebeaters
- 2014 - Toxic (Singolo, Warner)
- 2014 - Catch That Teardrop/Toxic OD Version (45 rpm, Record Kicks)
- 2015 - Roll with it (Singolo 45 rpm, Record Kicks)
- 2015 - EVERYBODY KNOWS (Album/Record Kicks)
- 2016 - Hungry Heart (Singolo 45 rpm/Record Kicks)
- 2016 - O' Sarracino (Singolo Neffa - San Remo Compilation)
- 2017 - Tempo (Singolo, Garrincha Dischi)
- 2017 - Natale Stupendo (Singolo, Garrincha Dischi)
- 2018 - Valentina/Inverno Stupendo (Singolo, Garrincha Dischi)
- 2019 - Ancora Un Giorno (Singolo Feat. Willie Peyote, Garrincha Dischi)
- 2019 - A Metà (Singolo Feat. CIMINI, Garrincha Dischi)
- 2020 - Mamma Perdonami (Singolo Feat. Coez, Garrincha Dischi)
- 2020 - Se Le Foglie Cadono (Singolo, Garrincha Dischi)
- 2020 - SHOCK! (Album, Garrincha Dischi)
- 2021 - When Love Takes Over (Outtake EK, Record Kicks)
- 2023 - Trinity (Singolo 45 rpm, Caribb Roots)
- 2023 - Non Sento Più (Outtake Shock!, Garrincha Dischi/Caribb Roots)

### Con The Uppertones
- Closer to the bone (LP, Grove Lab, 2015)
- Up, Up, Up (LP, OhWAN, 2017)
- Easy Snappin' (LP, Jump Up, 2020)